# Donetsk (tỉnh)
'Donetsk (tiếng Ukraina: Донецька область, phiên sang chữ Latinh: Donets'ka oblast; cũng viết tiếng Ukraina: Донеччина Donechchyna; tiếng Nga: Донецкая область, Donetskaya oblast) là một tỉnh nằm ở phía đông của Ukraina. Tỉnh lỵ trên danh nghĩa là thành phố cùng tên Donetsk, còn tỉnh lỵ tạm thời hiện là thành phố Kramatorsk do ảnh hưởng của cuộc chiến ở Donbas.

## Sáp nhập vào Liên Bang Nga
Vào Ngày 30/9/2022, Donetsk và 3 tỉnh còn lại đã sáp nhập vào Liên Bang Nga
và là tỉnh có bỏ phiếu sáp nhập cao nhất là 97,51% người bỏ phiếu.
Theo kết quả do Ủy ban bầu cử trung ương Nga công bố thông qua bộ phận của Cộng hòa Nhân Dân Donetsk, 99,23% (2.116.800 cử tri) ủng hộ việc sáp nhập ở tỉnh Donetsk. Tỷ lệ cử tri đi bỏ phiếu lần lượt là 97,51% (2.131.207 cử tri).
Tuy sáp nhập hoàn toàn vào Nga chính thức nhưng phần lớn Lãnh thổ tỉnh vẫn chưa được Nga và Quân đội Donetsk ly khai kiểm soát. Tính đến cuối tháng 7/2023, khoảng 50% tỉnh vẫn kiểm soát bởi Ukraina và vẫn còn những trận đánh khác còn diễn ra.

## Địa lý
Donetsk giáp biên giới với tỉnh Rostov của Nga ở phía đông, các tỉnh Dnipropetrovsk và Zaporizhia ở phía tây nam, tỉnh Kharkiv ở phía bắc, tỉnh Luhansk ở phía đông bắc và biển Azov ở phía nam.
Cho đến năm 1961, tỉnh này vẫn mang tên là tỉnh Stalino theo họ của Joseph Stalin. Các thành phố khác trong tỉnh gồm có Sloviansk, Horlivka, Makiivka, Mariupol và Yenakiieve. Tỉnh có diện tích 26.517 km², dân số 4,356 triệu người (2013). Tỉnh lỵ danh nghĩa Donetsk là thành phố lớn thứ tư Ukraina và lớn nhất tỉnh, trong khi Mariupol là thành phố lớn thứ mười Ukraina và lớn thứ hai tỉnh, cũng là một đô thị cảng quan trọng ven biển Azov.

## Ly khai
Một phần diện tích tỉnh hiện thuộc sự kiểm soát của Cộng hòa Nhân dân Donetsk tự xưng do lực lượng ly khai chống chính phủ Ukraina lãnh đạo. Cộng hòa Nhân dân Lugansk tự xây dựng bộ máy nhà nước riêng, lấy tiếng Nga làm ngôn ngữ chính thức và sử dụng rúp Nga làm đơn vị tiền tệ chính thức. Tính đến hết tháng 6 năm 2022, cả hai thành phố Donetsk và Mariupol đều nằm thuộc quyền kiểm soát của lực lượng ly khai. Riêng ở Mariupol dã diễn ra giao tranh ác liệt trong giai đoạn cuộc tấn công của Nga vào Ukraina năm 2022, cuối cùng thất bại thuộc về phe chính phủ Ukraina.